# BMW B47

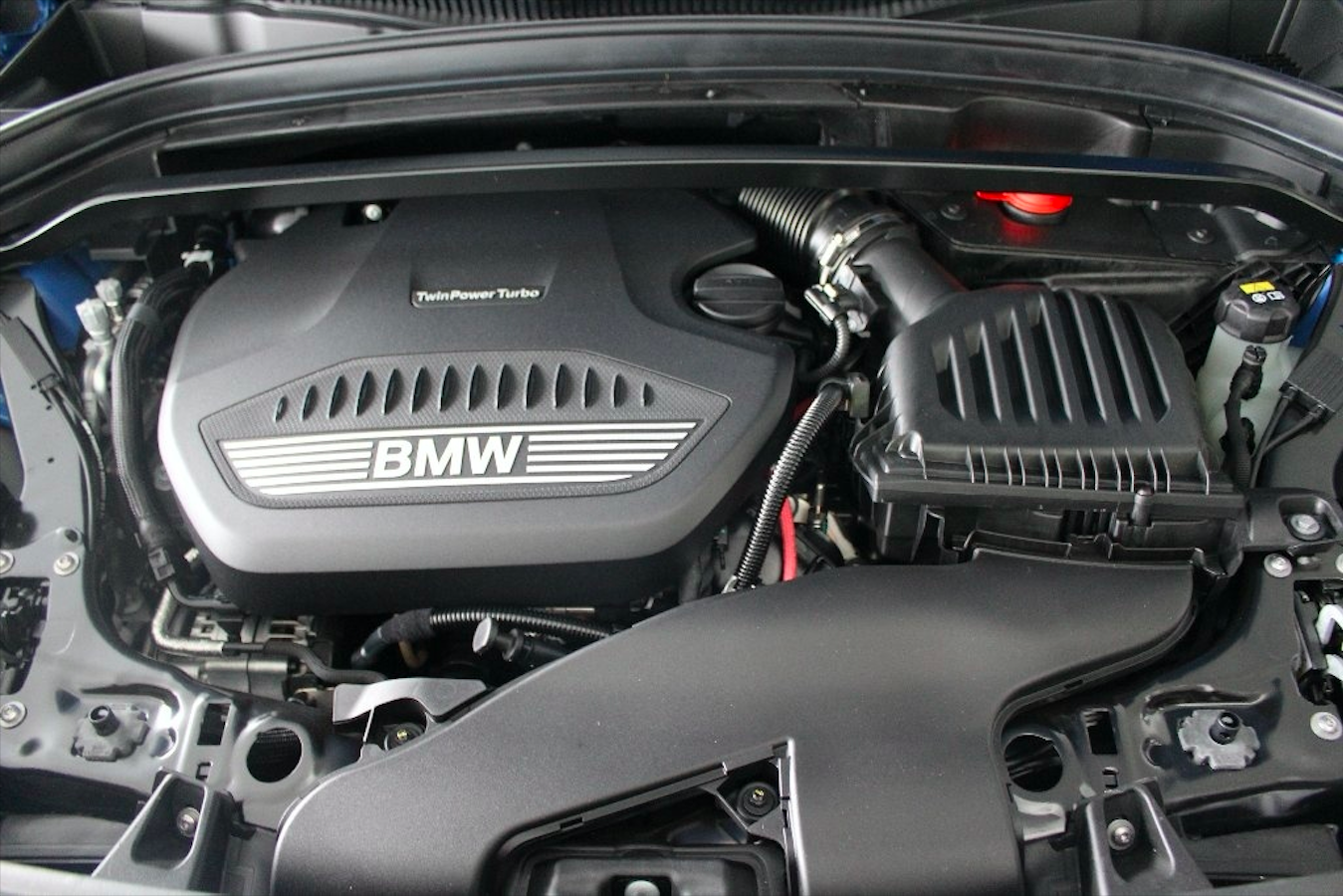
BMW B47

La sigla BMW B47 (per esteso B47D20) identifica un motore diesel sovralimentato prodotto a partire dal 2014 dalla casa automobilistica tedesca BMW.

## Caratteristiche
Si tratta di un motore a 4 cilindri da 2 litri, imparentato con la nuova famiglia di motori modulari di casa BMW, composta dai tricilindrici BMW B37 e B38, ma anche dal quadricilindrico B48. Tutte queste nuove motorizzazioni sono accomunate dal fatto di possedere un gran numero di componenti in comune, in modo da abbattere i costi di produzione.
Altra caratteristica saliente di questo motore è che la sua sigla non cambia a seconda che esso venga montato trasversalmente o longitudinalmente. Altri motori BMW di fascia bassa o medio-bassa cambiano invece la loro sigla di denominazione a seconda della posizione in cui vengono montati.
Queste sono le caratteristiche del motore B47:
- architettura a 4 cilindri in linea;
- basamento in lega di alluminio;
- alesaggio e corsa: 84x90 mm;
- cilindrata: 1995 cm³;
- distribuzione a doppio asse a camme in testa;
- testata a 4 valvole per cilindro;
- alimentazione a iniezione diretta common rail;
- sovralimentazione mediante turbocompressore a geometria variabile (in serie a un secondo turbocompressore a geometria fissa su alcune versioni dopo il 2017);
- rapporto di compressione: 16,5:1;
- albero a gomiti su 5 supporti di banco.

Nella pratica il motore B47 deriva direttamente dal vecchio motore N47, essendo quest'ultimo stato installato su svariati modelli della gamma BMW. Rispetto all'N47 sono stati riprogettati tutti i componenti relativi all'ottenimento di una combustione ottimale, ed è stato aggiunto un sensore di pressione nei cilindri allo scopo di monitorare la qualità della combustione stessa e ottenere quindi un minor consumo di combustibile. Un altro aspetto su cui i progettisti BMW si sono soffermati è stato quello relativo all'acustica del motore, ora ottimizzata in funzione di un maggior comfort. I primi motori B47 montavano un turbocompressore a geometria variabile, ma nel novembre 2017 ne fu annunciato l'aggiornamento per il quale la Casa previde l'utilizzo di due turbocompressori in configurazione bi-stadio variabile (detta anche multi-turbo sequenziale), anche per le versioni meno potenti. Ciò fu voluto non tanto per un aumento della potenza pura, che infatti rimane invariata assieme alla coppia motrice, quanto per un miglior rendimento volumetrico e una riduzione del turbo-lag. La sovralimentazione a due stadi sequenziale si attua mediante l'utilizzo di un turbocompressore più piccolo a geometria variabile che lavora in serie con un turbocompressore più grande a geometria fissa.
A partire dall'estate del 2019 su alcune varianti è stata introdotta la tecnologia mild hybrid, costituita da un alternatore reversibile con doppia funzione di alternatore e generatore con potenza di 11 CV. Sono stati i motori da 190 CV a usufruire per primi di tale tecnologia, anche se le loro prestazioni in termini di potenza e coppia massima sono rimaste invariate, visto che il sistema mild hybrid agisce quasi sempre a regimi bassi. In ogni caso, per poter ospitare la tecnologia mild hybrid è stato necessario corredare tale sistema con un impianto elettrico a 48 V, in luogo del tradizionale impianto a 12 V. A partire da luglio 2020 tutte le varianti della Serie 5 sono state dotate di questa tecnologia.

## Riepilogo applicazioni
Il motore B47 è stato proposto fin dal suo debutto in diverse varianti di potenza, le cui caratteristiche e applicazioni sono così riassumibili:
| Variante | Potenza CV/rpm | Coppia Nm/rpm  | Applicazioni                                             | Anni di produzione            |
| -------- | -------------- | -------------- | -------------------------------------------------------- | ----------------------------- |
| 1.       | 116/4000       | 270/1250-2750  | BMW 316d F30/F31                                         | 05/2015-05/2019               |
| 2.       | 122/4000       | 270/1250-2750  | BMW 316d G20/G21                                         | dal 03/2020                   |
| 3.       | 150/4000       | 350/ 1750-2500 | BMW 118d F40                                             | dal 09/2019                   |
| 3.       | 150/4000       | 350/ 1750-2500 | BMW 218d Gran Coupé F44                                  | dal 07/2020                   |
| 3.       | 150/4000       | 320/ 1500-3000 | BMW 418d F32                                             | 03/2015-09/2020               |
| 3.       | 150/4000       | 320/ 1500-3000 | BMW 518d F10/F11                                         | 07/2014-01/2017               |
| 3.       | 150/4000       | 320/ 1500-3000 | BMW X3 sDrive18d F25                                     | 04/2014-08/2017               |
| 3.       | 150/4000       | 320/ 1500-3000 | BMW 118d F20/F21                                         | 03/2015-07/2019               |
| 3.       | 150/4000       | 320/ 1500-3000 | BMW 218d F23                                             | 03/2015-11/2020               |
| 3.       | 150/4000       | 320/ 1500-3000 | BMW 218d F22                                             | 11/2015-11/2020               |
| 3.       | 150/4000       | 320/ 1500-3000 | BMW 318d F30/F31                                         | 06/2015-07/2019               |
| 3.       | 150/4000       | 320/ 1500-3000 | BMW 318d GT F34                                          | 07/2015-09/2020               |
| 3.       | 150/4000       | 320/ 1500-3000 | BMW 318d G20/G21                                         | dal 03/2019                   |
| 3.       | 150/4000       | 320/ 1500-3000 | BMW 418d                                                 | 03/2015-12/2017               |
| 3.       | 150/4000       | 320/ 1500-3000 | BMW 518d G30                                             | dal 08/2018                   |
| 3.       | 150/4000       | 330/ 1750-2250 | Mini Mk3 Clubman Cooper D                                | dall'11/2015                  |
| 3.       | 150/4000       | 330/ 1750-2250 | Mini Countryman Mk2 Cooper D                             | dal 01/2017                   |
| 3.       | 150/4000       | 330/ 1750-2250 | BMW 218d / 218d xDrive Active Tourer/Gran Tourer F45/F46 | dal 09/2014                   |
| 3.       | 150/4000       | 330/ 1750-2250 | BMW X1 sDrive18d/xDrive18d F48                           | dal 06/2015                   |
| 3.       | 150/4000       | 330/ 1750-2250 | BMW X2 sDrive18d / xDrive18d F39                         | dal 04/2018                   |
| 3.       | 150/4000       | 350/ 1500-3000 | BMW X3 sDrive18d G01                                     | 03/2018-09/2021               |
| 3.       | 150/ 3750-4000 | 360/ 1500-2500 | BMW 218d Active Tourer U06                               | dall'11/2021                  |
| 4.       | 163/4000       | 400/ 1750-2250 | BMW 320d EfficientDynamics F30/F31                       | 06/2015-07/2019               |
| 5.       | 170/4000       | 360/ 1500-2750 | Mini Mk3 Cooper SD F56                                   | 07/2014-06/2019               |
| 5.       | 170/4000       | 360/ 1500-2750 | Mini Mk3 Cabrio Cooper SD F57                            | 03/2016-06/2019               |
| 5.       | 170/4000       | 360/ 1500-2750 | Mini 5p Cooper SD F55                                    | 07/2014-06/2019               |
| 6.       | 190/ 2500-4000 | 400/ 1750-2500 | BMW 120d xDrive F40                                      | dal 09/2019                   |
| 6.       | 190/4000       | 400/ 1750-2500 | Mini Mk3 Clubman Cooper SD                               | dall'11/2015                  |
| 6.       | 190/4000       | 400/ 1750-2500 | Mini Countryman Mk2 Cooper SD                            | dal 01/2017                   |
| 6.       | 190/4000       | 400/ 1750-2500 | BMW 120d / 120d xDrive F20/F21                           | 03/2015-07/2019               |
| 6.       | 190/4000       | 400/ 1750-2500 | BMW 220d F22/F23                                         | 03/2015-11/2020               |
| 6.       | 190/4000       | 400/ 1750-2500 | BMW 220d G42                                             | dal 07/2021                   |
| 6.       | 190/4000       | 400/ 1750-2500 | BMW 220d Gran Coupé F44                                  | dal 03/2020                   |
| 6.       | 190/4000       | 400/ 1750-2500 | BMW 220d / 220d xDrive Active Tourer/Gran Tourer F45/F46 | dall'11/2014                  |
| 6.       | 190/4000       | 400/ 1750-2500 | BMW 320d F30/F31                                         | 06/2015-07/2019               |
| 6.       | 190/4000       | 400/ 1750-2500 | BMW 320d GT F34                                          | 07/2015-09/2020               |
| 6.       | 190/4000       | 400/ 1750-2500 | BMW 320d/ 320d xDrive G20/G21                            | dal 10/2018                   |
| 6.       | 190/4000       | 400/ 1750-2500 | BMW 420d / 420d xDrive F32                               | 03/2015-09/2020               |
| 6.       | 190/4000       | 400/ 1750-2500 | BMW 420d / 420d xDrive G22                               | dal 10/2020                   |
| 6.       | 190/4000       | 400/ 1750-2500 | BMW 520d / 520d xDrive F10/F11                           | 07/2014-01/2017               |
| 6.       | 190/4000       | 400/ 1750-2500 | BMW 520d / 520d xDrive G30/G31                           | dal 01/2017                   |
| 6.       | 190/4000       | 400/ 1750-2500 | BMW 620d GT (G32)                                        | dal 07/2018                   |
| 6.       | 190/4000       | 400/ 1750-2500 | BMW X1 sDrive20d/xDrive20d F48                           | dal 06/2015                   |
| 6.       | 190/4000       | 400/ 1750-2500 | BMW X2 sDrive20d/xDrive20d F39                           | dal 03/2018                   |
| 6.       | 190/4000       | 400/ 1750-2500 | BMW X3 xDrive20d F25                                     | 04/2014-08/2017               |
| 6.       | 190/4000       | 400/ 1750-2500 | BMW X4 xDrive20d F26                                     | 07/2014-03/2018               |
| 6.       | 190/4000       | 400/ 1750-2500 | BMW X3 xDrive20d G01                                     | 08/2017-08/2021               |
| 6.       | 190/4000       | 400/ 1750-2500 | BMW X3 xDrive20d G01                                     | dal 09/2021                   |
| 6.       | 190/4000       | 400/ 1750-2500 | BMW X4 xDrive25d G02                                     | 03/2018-08/2021               |
| 6.       | 190/4000       | 400/ 1750-2500 | BMW X4 xDrive25d G02                                     | dal 09/2021                   |
| 7.       | 224/4400       | 450/ 1500-3000 | BMW 125d F20/F21                                         | 03/2015-07/2019               |
| 7.       | 224/4400       | 450/ 1500-3000 | BMW 225d F22/F23                                         | 11/2015-06/2019               |
| 7.       | 224/4400       | 450/ 1500-3000 | BMW 325d F30/F31                                         | 03/2016-07/2019               |
| 7.       | 224/4400       | 450/ 1500-3000 | BMW 325d GT F34                                          | 06/2016-09/2020               |
| 7.       | 224/4400       | 450/ 1500-3000 | BMW 425d F32/F33/F36                                     | 04/2016-12/2017               |
| 8.       | 229/4400       | 450/ 1500-3000 | BMW 725d G11 / 725Ld G12                                 | 08/2017-12/2018               |
| 9.       | 231/4400       | 450/ 1500-3000 | BMW 525d G30/G31                                         | dal 07/2017                   |
| 9.       | 231/4400       | 450/ 1500-3000 | BMW X1 xDrive25d F48                                     | dal 06/2015                   |
| 9.       | 231/4400       | 450/ 1500-3000 | BMW X2 xDrive25d F39                                     | 03/2018-06/2018 e dal 07/2019 |
| 9.       | 231/4400       | 450/ 1500-3000 | BMW X5 sDrive25d / xDrive25d F15                         | 07/2015-06/2018               |
| 9.       | 231/4400       | 450/ 1500-3000 | BMW X5 xDrive25d G05                                     | dal 08/2019                   |
| 9.       | 231/4400       | 500/2000       | BMW X3 xDrive25d G01                                     | 03/2018-06/2019               |
| 9.       | 231/4400       | 500/2000       | BMW X4 xDrive25d G02                                     | 03/2018-06/2019               |